# 藤原延福
藤原 延福（ふじわら の のぶふく／えんぷく、生年不明 - 延暦23年5月18日（804年6月2日））は、奈良時代後期から平安時代初期にかけての女官。姓は朝臣。位階は従三位。

## 生涯
記録に現れるのは、桓武朝の延暦4年（785年）正月の従四位下から従四位上への昇叙である。同8年正月（789年）正月にも正四位下を授けられている。
その後、後宮から退き、延暦23年（804年）5月、散事・従三位で薨去。

## 官歴
『六国史』による
- 時期不詳:
- 延暦4年（785年）正月9日：従四位上
- 延暦8年（789年）正月27日：正四位下
- 時期不詳：従三位
- 時期不詳：散事
- 延暦23年（804年）5月18日：薨去